# 銀河守護隊2
《星際異攻隊2》（英語：Guardians of the Galaxy Vol. 2）是一部於2017年上映的美國超級英雄電影，改編自漫威漫畫旗下的超級英雄團隊星際異攻隊的故事，本片由漫威影業製作，並由華特迪士尼工作室電影發行。本片為2014年電影《星際異攻隊》的續集，亦是漫威電影宇宙系列的第十五部作品。本片由詹姆斯·岡恩執導和撰寫劇本，並由克里斯·普瑞特、佐伊·索尔达娜、戴夫·巴帝斯塔、馮·迪索、畢列·谷巴、迈克尔·鲁克、凯伦·吉兰、龐·克萊門捷夫、伊莉莎白·戴比基、克里斯·蘇利文、西恩·古恩、席維斯·史特龍和寇特·羅素主演。
本片的主体拍摄工作於2016年2月開始，在美國喬治亞州費耶特縣的松林亞特蘭大製片廠开拍，並於同年6月殺青。

## 劇情
2014年，彼得·奎爾、葛摩菈、德克斯、火箭浣熊、以及成長為幼年形態的格魯特組成星際異攻隊後聲名鵲起，一日受到「至高族」（Sovereign）雇用去消滅一隻異次元怪獸，從至高族大祭司阿耶莎手中換來葛摩菈的妹妹涅布拉，其因為試圖偷取至高族的珍貴電池而被收押。火箭一時貪念而偷走一些電池，導致他們剛離開不久就遭到至高族艦隊圍攻。走投無路下，一架白色飛行物突然救下他們，迫使他們墜毀在附近的森林星球上。飛行物一同降落後，一名男子走出來自我介紹是奎爾的生父「伊果」，並邀請所有人來他的星球做客，而火箭和格魯特留下來修船並看管涅布拉。
阿耶莎為緝拿奎爾等人而雇用以勇度為首的「破壞者」（Ravager）團體，他們追蹤米蘭號而在森林裡抓獲火箭，但勇度因為不情願交出奎爾而引起大部分人強烈不滿。涅布拉脫身後制伏勇度和火箭，副領袖電槍臉藉機發起叛變，推翻勇度後掌權，決定帶勇度和火箭去換賞金；而涅布拉借走他們的一艘戰機離開。勇度和火箭達成共識想辦法逃生，藉由格魯特以及最後一名忠於勇度的士兵克拉格林協助，勇度安裝上一塊全新機械頭鰭，吹口哨操縱他的隨身箭，殺光所有叛徒後引爆整艘船。四人分離船體一部分後前往伊果星球，但電槍臉在即將被炸死之際，將勇度船體的座標發給至高族。
奎爾等人蒞臨伊果的紅色小行星，伊果講解他是天神族一員，靠操縱周圍的物質來形成這顆星球。他遊歷宇宙以尋找其他生命，蒞臨地球時和奎爾的母親梅莉迪絲相愛並懷上奎爾。伊果教導奎爾運用遺傳到的天神之力，兩人開始建立起父子情誼。父子倆相處融洽時，葛摩菈逐漸對星球的寧靜感到不安，來到平原散心時遭遇涅布拉開戰機發動猛烈攻擊。葛摩菈逃入一座洞穴裡，涅布拉緊追其後因而墜機，姐妹倆最終停止爭鬥、開始互相理解對方時，卻在洞穴深處找到無數白骨，恐慌之下決定回去救奎爾。而伊果的侍女螳螂女被德克斯的溫柔感化，將伊果的真正目的告知眾人。
伊果誘惑奎爾陪他共同實行自己耗時千年籌備的「大開發」，靠他在每一座遊歷過的星球所植入的分身種子，以此將所有星球覆蓋並轉化成為他的一部分。但過程需要兩名有天神之力的人進行協調才能完成，他為此讓宇宙裡無數種族的雌性生物懷上他的後代，再雇用勇度將“其中一部分孩子”帶來；而在他所有後代中只有奎爾遺傳到天神基因，其餘後代則被他吸乾生命力後堆積在洞中。當伊果揭示他當初為專心進行目標，蓄意讓梅莉迪絲患上腦癌逝世後，因此激怒奎爾而導致他們父子決裂。伊果親手捏碎奎爾的隨身聽，強制他釋出力量而開始吞噬地球在內的大量星球。火箭、勇度和克拉格林穿越七百個星層抵達伊果星球，開船衝進宮殿中摧毀伊果的身軀並救下奎爾。為了阻止伊果繼續吞噬整座銀河系，眾人開船深入星球的內部去摧毀核心。
阿耶莎領導艦艇隊追蹤信號，集體來到星球核心區域展開追擊，火箭用能量電池拼湊成炸彈，讓身材嬌小的格魯特帶著炸彈走進核心內部，在伊果的大腦外安置好後限時五分鐘後引爆。勇度用激光發射器殲滅阿耶莎的艦隊，但伊果也發現他們的位置，再次現身繼續強制奎爾釋放神力吞噬星球。眼看著夥伴也即將被吞噬，奎爾用憤怒作為引導而爆發出力量抵抗伊果。伊果感覺到死期將至，試圖用“永遠變成普通人”的後果來勸服奎爾收手，但奎爾甘願做一個凡人，使伊果隨著核心爆炸而連同星球一併土崩瓦解。勇度將奎爾救離至星球外圍，將僅有的便攜式太空衣交給奎爾、作為對過去的贖罪，陪奎爾享受完最後的父子時光後，壯烈犧牲在太空中。事後，奎爾等人為勇度舉行英雄式葬禮，奎爾承認勇度才是他真正的“爸爸”後，悲痛地看著他火化離去。
在火箭的召集下，破壞者各個派系都趕來參加葬禮，總頭目史泰奇·奧戈重新承認勇度是他們一份子，同時被他的事跡所激勵而召集自己的舊戰友們重新聯手。交換勇度的遺物時，奎爾得到一部新的Zune隨身聽，克拉格林得到勇度的機械頭鰭與口哨箭。涅布拉和葛摩菈釋盡前嫌，但涅布拉最終選擇離開眾人去獵殺薩諾斯。與此同時，兩度潰敗的阿耶莎創造出一個負責摧毀星際異攻隊的新生物，將其起名為「亞當」。格魯特很快成長為青少年時期，但同時也進入叛逆期而讓奎爾苦惱不已。在宇宙的另一邊，一群觀察者聽著一名人類太空人講述他的故事，但最終感到無趣而全部離開。

## 演員
| 演員                   | 角色                                      | 簡介 |
| 克里斯·普瑞特          | 「星爵」彼得·奎爾 Star-Lord / Peter Quill | 人類和外星人的混血，星際異攻隊的領導者，在孩童時期自地球被一群稱作破壞者的外星人盜賊及走私者綁架，成為一名頂尖星際大盜。懷亞特·歐拉夫再次飾演年幼的奎爾。                              |
| 佐伊·索尔达娜          | 葛摩菈 Gamora                             | 星際異攻隊的成員，來自外星世界的孤兒，現正為過去的罪行尋求救贖。被薩諾斯訓練成他的私人刺客，而跟隊伍相處以來，逐漸改變過去獨來獨往的性格。                                             |
| 戴夫·巴帝斯塔          | 「毀滅者」德克斯 Drax the Destroyer       | 星際異攻隊的成員，原是一名為家人報仇雪恨的復仇者，不太親近於他人，但逐漸走出失去家人的陰霾後，開始變得笑口常開，成為隊伍中的開心果。                                                   |
| 馮·迪索 （配音）       | 格鲁特 Baby Groot                         | 星際異攻隊的成員，具有人類智慧的樹形生物，火箭浣熊的同夥，其父親犧牲後由火箭浣熊以父親餘枝來種植繁衍。目前處於幼童階段，只會說「我是格魯特（I am Groot）幾個字，但每句話代表不同含義。 |
| 畢列·谷巴 （聲音演出） | 火箭浣熊 Rocket Raccoon                   | 星際異攻隊的成員，一名基因工程浣熊、賞金獵人及傭兵，且是武器和戰術的大師。西恩·岡恩以動態捕捉方式飾演火箭浣熊。                                                                        |
| 麥可·鲁克              | 勇度·猶冬塔 Yondu Udonta                  | 一名藍色皮膚的星際大盜，破壞者的領袖，但曾經從主力軍中驅逐出來而成立自己的派系。將兒時的奎爾從地球綁架，將他訓練成破壞者，對奎爾而言猶如一位父親。                                     |
| 凱倫·吉蘭              | 涅布拉 Nebula                             | 葛摩菈的妹妹，同身為薩諾斯的養女，多年被薩諾斯改造成半機械身，性格殘暴的她，僅是不滿姐姐葛摩菈總是獨攬功勞。                                                                           |
| 寇特·羅素              | 伊果 Ego                                  | 一名古老且神秘的天神族，為奎爾的親生父親，而實體幾乎能覆蓋一座星球。孤獨一生的他數千年來遊歷過許多星球，在遊歷地球時認識梅莉迪絲並生下奎爾。                                           |
| 龐·克萊門捷夫          | 螳螂女 Mantis                             | 伊果的僕人兼助理，可以靠觸碰來體會他人的感受，以及暫時舒緩他人情緒，平時的主要功能為幫助伊果入睡。                                                                                     |
| 伊莉莎白·戴比基        | 阿耶莎 Ayesha                             | 至高族的大祭司兼領導人，渾身金黃色，經過基因改造而出身高貴，會想盡辦法懲處得罪她的人。                                                                                                 |
| 克里斯·蘇利文          | 電槍臉 Taserface                          | 破壞者另一派系的領袖，為人自戀、殘酷又不忠，不但長相醜，名字也很滑稽，長期不滿勇度的行為而發動叛亂。                                                                                   |
| 西恩·岡恩              | 克拉格林 Kraglin                          | 破壞者的大副，勇度的多年忠誠副手。 |
| 席維斯·史特龍          | 史泰奇·奧戈 Stakar Ogord                  | 破壞者軍團的總頭目，因為勇度當年打破規條去擄走奎爾而將其流放。 |
| 蘿拉·哈德克            | 梅莉迪絲·奎爾 Meredith Quill              | 奎爾的生母，幾年後患腦癌逝世。 |
| 麥可·羅森巴姆          | 晶體人 Martinex                           | 史泰奇·奧戈所屬的破壞者軍團的成員之一，全身是鑽石身體。 |
| 文·雷姆斯              | 查理-27 Charlie-27                        | 破壞者頭目之一，高大威猛的戰士。 |
| 楊紫瓊                 | 安麗塔·奧戈 Aleta Ogord                   | 破壞者頭目之一。 |
| 麥莉·希拉              | 主機 Mainframe                            | 一顆星球的操作系统。 |
| 塞思·格林              | 霍華鴨 Howard the Duck                    | 客串，在康崔夏星上喝酒。 |
| 史丹·李                | 觀察者族線人 The Watcher Informant        | 客串，太空人，向觀察者族講述自己的經歷，並曾經當過快遞員。 |
| 傑夫·高布倫            | 宗師 Grandmaster                          | 客串，於片尾字幕中跳舞。高布倫後來於《雷神索爾3：諸神黃昏》中飾演此角色。 |
| 大衛·赫索霍夫          | 大衛·赫索霍夫 David Hasselhoff            | 客串，奎爾在地球時的偶像，亦是自小失去父愛的他僅有的慰藉。大衛亦演唱和以「Zardu Hasselfrau」的身份在片尾曲出現「Guardians Inferno （页面存档备份，存于）」。                           |

## 製作

### 拍攝
預拍於2016年2月11日開始，地點位在亞特蘭大費耶特縣的松林亞特蘭大製片廠，由亨利·布拉漢姆負責攝影，史考特·錢布利斯擔任美術執導。電影的主要拍攝於同年2月17日開始進行。《星際異攻隊2》於6月16日殺青。

### 後期製作

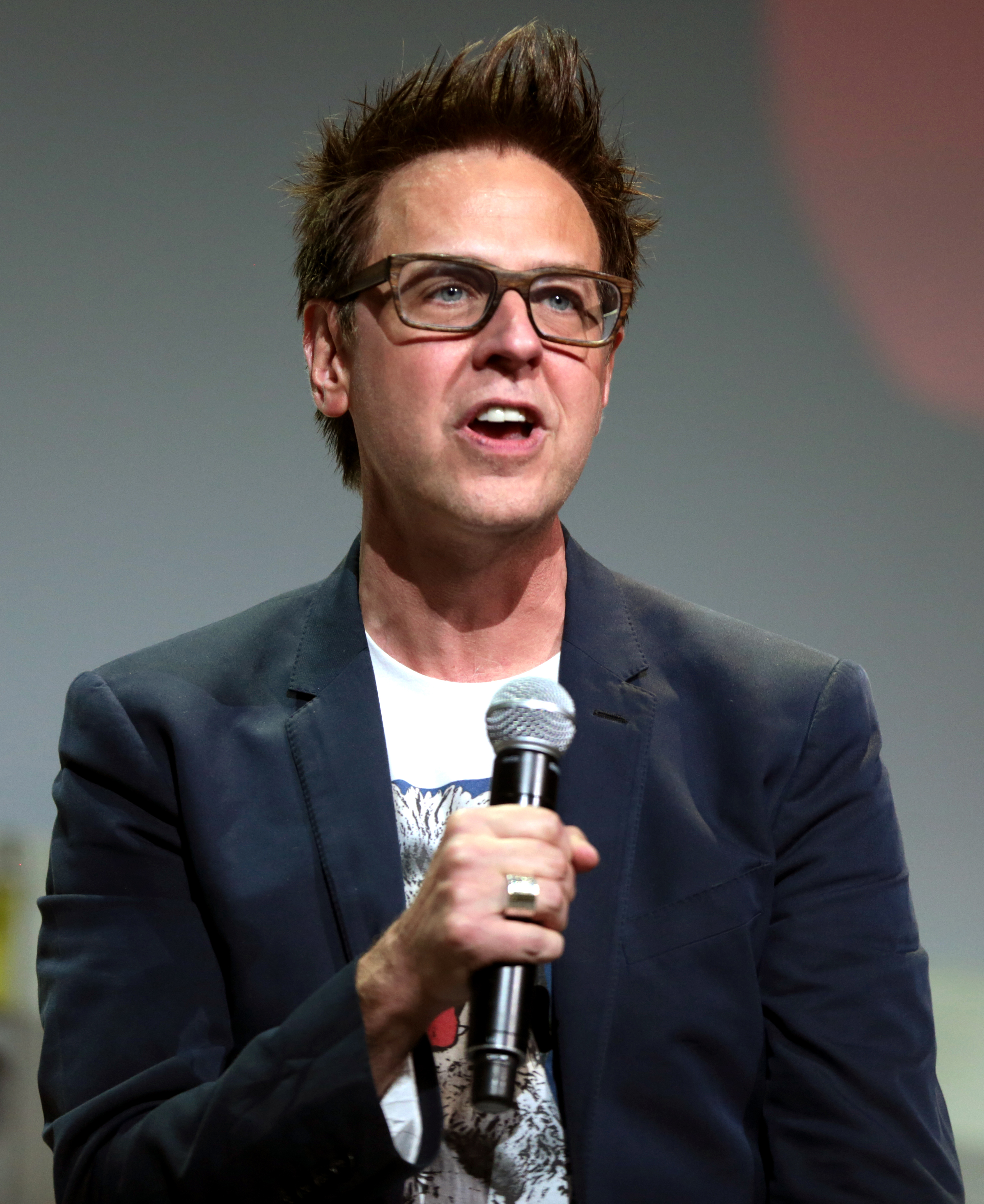
詹姆斯·岡恩在2016年圣地亚哥国际漫画展上宣传《星際異攻隊2》

弗雷德·拉斯金及克雷格·伍德從前一部電影《星際異攻隊》中回歸擔任剪輯。同時為上集製作特效的電影公司Framestore亦為本片製作火箭浣熊的視覺效果。

## 音樂
泰勒·貝茲於2015年8月回歸為電影進行配樂工作。配樂的錄製始於2017年1月，地點位在艾比路錄音室。《劲歌金曲合辑第二盘》随原声配乐于2017年4月21日发行，又在2017年6月23日发行录音带版。两张专辑的黑胶唱片豪华版于2017年8月11日发行。

## 發行

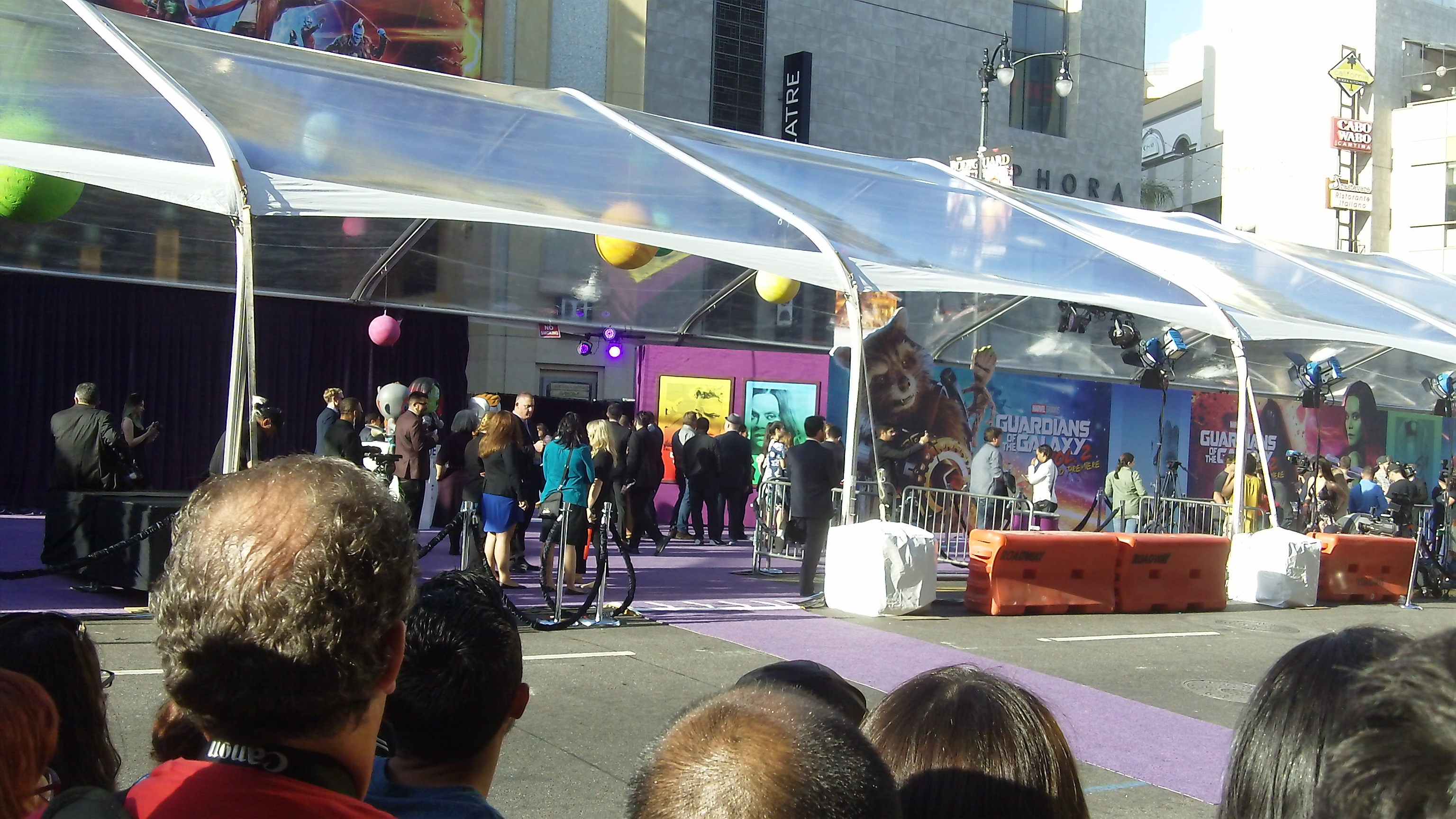
《星際異攻隊2》於好萊塢加利福尼亞州杜比劇院所舉行的首映禮。

《星際異攻隊2》於2017年4月10日在東京舉行首映禮，而好萊塢的首映禮則於4月19日在杜比劇院舉行。電影最先於4月28日在英國發行，5月5日以3D及IMAX 3D版本於美國上映。而其原定日期為7月28日。

## 回響

### 評價
根据評論匯總网站爛番茄汇总的425篇评论文章，85%的评论家给予该作正面评价，使之獲得「認證新鮮」標識，平均打分为7.3分（满分10分）。在Metacritic上，47位影評人共給予了67分的分數（滿分100分），這部電影獲得了「普遍好評」。

### 票房
《星際異攻隊2》在北美地區共收穫3.90億美元，全球票房總計8.64億美元。
2017年3月，早期預測電影能在首映週末進帳1.6億美元。4月中旬，其首週末票房預測調整至1.5億美元，《Deadline.com》指出，該片有望達到《美國隊長3：英雄內戰》1.79億美元的週末成績。在美國及加拿大，《星際異攻隊2》預計能於首映週末收穫8,500萬至1億美元的票房。美國首週末票房達1.46億美元，位居當週冠軍。
中国大陆首周三天获得3.41亿，最终收入6.86亿人民币。
台灣方面，首週五天票房為新台幣7,000萬元；次週票房累計至新台幣1.12億元，超過首集最終票房1.01億元；最終全台票房為新台幣1.43億元。
| 上一届： 《玩命關頭8》   | 2017年美國週末票房冠軍 第18-19週  | 下一届： 《異形：聖約》 |
| 上一届： 《玩命關頭8》   | 2017年台北週末票房冠軍 第17-18週  | 下一届： 《異形：聖約》 |
| 上一届： 《玩命關頭8》   | 2017年香港一週票房冠軍 第17-18週  | 下一届： 《異形：聖約》 |
| 上一届： 《速度与激情8》 | 2017年中国内地一周票房冠軍 第19週 | 下一届： 《》           |

## 續集
2017年4月，詹姆斯·岡恩確認回歸執導《星際異攻隊3》。2018年6月，岡恩於推特宣布《星際異攻隊3》劇本完成。同年7月，因为被发现其Twitter账号上曾发布过涉及恋童和强奸等内容，迪士尼宣布终止与古恩的合作并将其开除，他将不再参与《银河护卫队3》的工作。
2019年3月，迪士尼與漫威重新僱用岡恩執導《星際異攻隊3》，而在此之前他會先完成由華納兄弟影片發行的DC漫畫改編電影《自殺突擊隊：集結》的工作。

## 榮譽
- 第90屆奧斯卡金像獎
  - 提名-奧斯卡最佳視覺效果

## 備註
1. ↑  依照漫威電影宇宙上映次序。
2. ↑  依照漫威電影宇宙中故事發生的時間次序，參見漫威电影宇宙#時間線。
3. ↑  銀河守護隊成員包括彼得·奎爾、葛摩菈、德克斯、格魯特、火箭浣熊。
4. ↑  參見2015年電影《銀河守護隊》。
5. ↑  原作中，彼得·奎爾的親生父親為Spartoi帝國皇帝。
6. ↑  後續劇情參見2018年電影《復仇者聯盟3：無限之戰》。

## 外部連結
- 官方网站
- 互联网电影数据库（IMDb）上《星際異攻隊2》的资料（英文）
- Box Office Mojo上《星際異攻隊2》的資料（英文）
- 爛番茄上《星際異攻隊2》的資料（英文）
- Metacritic上《星際異攻隊2》的資料（英文）
- AllMovie上《星際異攻隊2》的资料（英文）
- 開眼電影網上《星際異攻隊2》的資料（繁體中文）
- 豆瓣电影上《星際異攻隊2》的資料 （简体中文）
- 时光网上《星際異攻隊2》的資料（简体中文）